# Journal of Philosophy
The Journal of Philosophy è una rivista di filosofia statunitense. Pubblicata dalla Columbia University, ha come obiettivo dichiarato quello di «pubblicare articoli filosofici di interesse corrente e incoraggiare lo scambio di idee, specialmente l'esplorazione della linea di confine tra filosofia e altre discipline».

## Storia editoriale
Ha iniziato le sue pubblicazioni nel 1904 come The Journal of Philosophy, Psychology, and Scientific Methods e ha modificato la propria testata in quella attuale nel 1923. Tra i suoi direttori ha avuto il filosofo Frederick James Eugene Woodbridge.